# Pseudochaeta syngamiae
Pseudochaeta syngamiae är en tvåvingeart som beskrevs av Thompson 1964. Pseudochaeta syngamiae ingår i släktet Pseudochaeta och familjen parasitflugor. Inga underarter finns listade i Catalogue of Life.